# 荃灣運動場

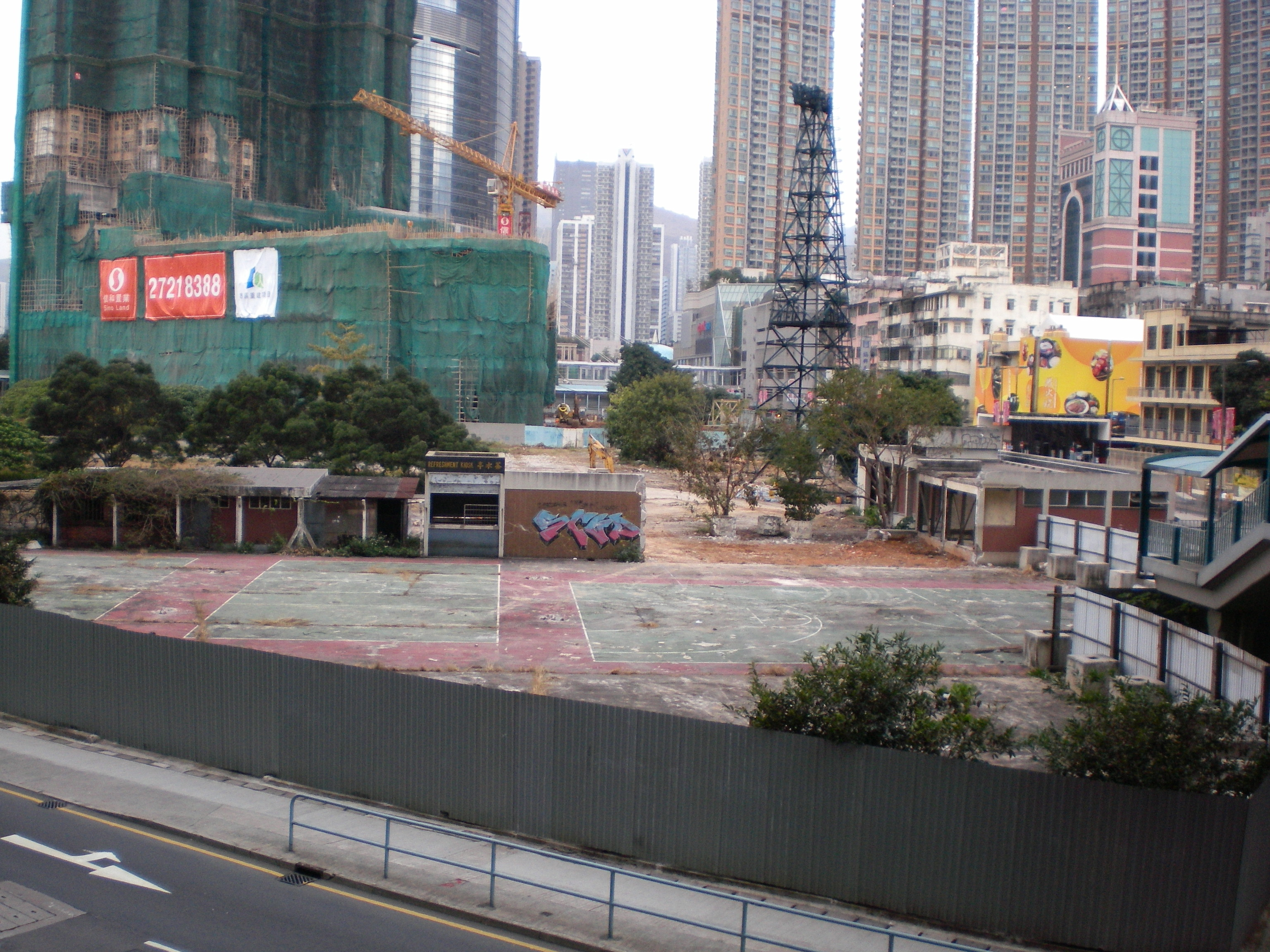
拆卸中的舊荃灣運動場更衣室建築全景（2008年）

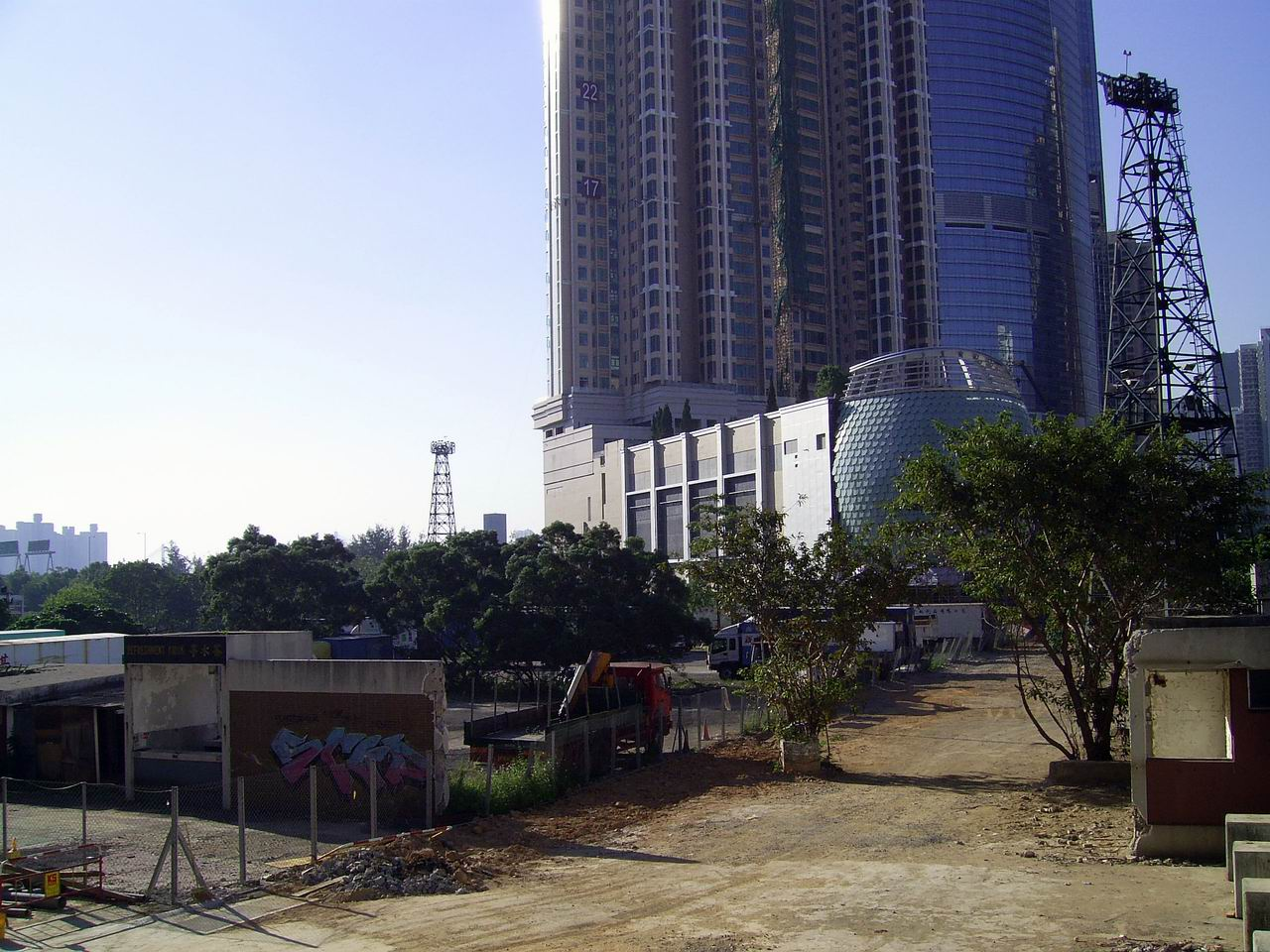
前方為運動場殘餘的建築；後方為原址興建的御凱（2008年）

荃灣運動場（英語：Tsuen Wan Sports Ground，俗稱楊屋道球場或楊屋道運動場），是香港昔日運動場，位於新界西荃灣楊屋道，曾經是荃灣區的主要運動場。不過，由於荃灣運動場不設有蓋看台以及跑道只由沙鋪設，因此不能達到田徑運動場地要求的標準，其後港府落實於區內興建城門谷運動場，荃灣運動場遂於1998年關閉。

## 歷史
1966年，政府公佈將於荃灣楊屋道海旁一幅約六英畝的土地興建新運動場，並開展前期工程。
1968年6月15日，荃灣運動場落成啟用。場內備有跑道、標準足球場、籃球場及排球場，並附有可容納4000人看台、燈光設備及停車場。運動場開幕儀式由時任港督戴麟趾爵士主持，並於同日安排由元朗及警察兩支本地甲組足球隊對賽作為開幕活動。運動場毗鄰荃灣碼頭和石碧新村，啟用後一直為荃灣區市民以及區內學校重要的體育場地。
1968年9月24日，簇新的荃灣運動場舉行荃灣區首次彈床表演，場面一片熱鬧大受青少年歡迎。區內青年會所並開辦訓練班吸引青年參加。
1970年2月7日農曆大年初二，由港九新界中外武術界舉辦的「中外武術慈善義演大會」假荃灣運動場舉行，為救童助學運動籌款，並請來影視紅星如陳寶珠、關德興、曹達華、馮寶寶等蒞會主持剪綵。為運動場落成後舉辦的首個大型節慶活動。
1975年5月6日，英女皇伊利沙伯二世首次訪港期間蒞臨荃灣，於荃灣運動場主持綵龍點睛典禮，並觀賞學生表演。
荃灣運動場曾作為荃灣足球會的操練場地，並且舉行過收費的香港甲組足球聯賽。楊屋道球場最後一次舉行甲組賽事，乃1988至89年度球季，當屆季尾由南華對警察的一場例行公事之聯賽，結果以警察球員張泰華一個「烏龍球」結賽，當天座上共有863名觀眾入場觀戰。
1992年12月2日凌晨時份，荃灣中心廣州樓爆發警匪槍戰，槍戰持續到上午才結束。槍戰結束後，時任警務處處長李君夏在直升機空中巡視槍戰地點後，於荃灣運動場降落，並轉乘警車前往現場。
1993年九十年代四大天王之一劉德華在楊屋道運動場唯一一次音樂會。有tvb主辦，區域市政局協辦。主持阮兆祥。
1998年，隨著區內的城門谷運動場即將落成，荃灣運動場於1998年5月21日起正式關閉。而城門谷運動場則於同年8月1日正式落成啟用。惟荃灣運動場原址此後曾長時間空置，運動場更衣室建築更一度淪為道友吸毒「勝地」，地上遺留大量使用過的針筒，環境惡劣。
2004年，荃灣運動場原址由於被信和置業選為舉辦「信和聖誕奇景之旅」聖誕嘉年華的場地，運動場原來的沙地跑道被鋪上混凝土，活動完結後則維持了原狀。數年後原址開始被劃為臨時露天停車場。
2008年，為方便即將進行之楊屋道擴闊工程，舊荃灣運動場廢棄多年之更衣室建築終被拆卸，位於楊屋道及馬頭壩道交界的舊運動場變電站亦被拆卸，只餘下靠內的茶水亭及花棚部分。
2009年，運動場原址西面部分由市區重建局及信和置業合作重建的住宅項目—御凱以及其基座商場—荃新天地2落成。
2016年，荃灣運動場原址東面地皮由億京發展投得後開始發展商住項目—映日灣及Plaza88，地皮被搭建鐵架圍封，運動場茶水亭亦率先被清拆。現時有關荃灣運動場的舊建築已全部拆卸完畢。

## 設施
荃灣運動場設有一個六線400米沙地跑道、一個泛光燈照明草地足球場，看台位於跑道旁的楊屋道一方，由兩排簡陋的露天鐵製看台組成，接近馬頭壩道一角則設有一個標準籃球場及兩個排球場，中間被一座更衣室及茶水亭相連建築分隔。近海位置設有一個露天停車場供市民駕車前往運動場。運動場主要出入口設於楊屋道和馬頭壩道，其中荃灣公園興建時已預留一個出入口通往運動場，惟公園於1998年6月啟用之時運動場已經關閉，這個出入口變相從來未被運動場使用。

## 土地發展
剩餘土地（勾地表編號TW393）民主黨區議員鄺國全、民建聯區議員陳恒鑌、荃灣發展促進會及由當區居民發起的TW393關注組認為區內的高樓已造成屏風效應，希望香港政府能重新評估楊屋道舊球場的用途，給荃灣居民保留一個「透氣空間」
其後規劃署於2014年1月將地皮改作商住用途，被劃分為東及西面兩個地盤，其中靠近馬頭壩道爵悅庭及德士古道工業中心一邊，屬東面地盤，地皮須用作商業發展，例如寫字樓、商場或酒店等，可建商業樓面面積達64.32萬平方呎。而鄰近御凱的西面地盤，則須用作住宅發展，可建住宅樓面面積約42.37萬平方呎，預計可興建約788伙住宅單位，項目可於2018年落成，最高可建樓面逾100萬平方尺。發展商亦須自費在該用地發展項目的商業部分提供不少於1,300平方米設於地面的公眾休憩用地。
該地入標反應熱烈，共接獲11份標書。同年8月13日，地政署公佈最終由億京發展合共以39.4億元批出（目前部分權益已出售予一澳門商人），中標價低過市場預期。住宅部分命名為映日灣，商業部分命名為Plaza88。

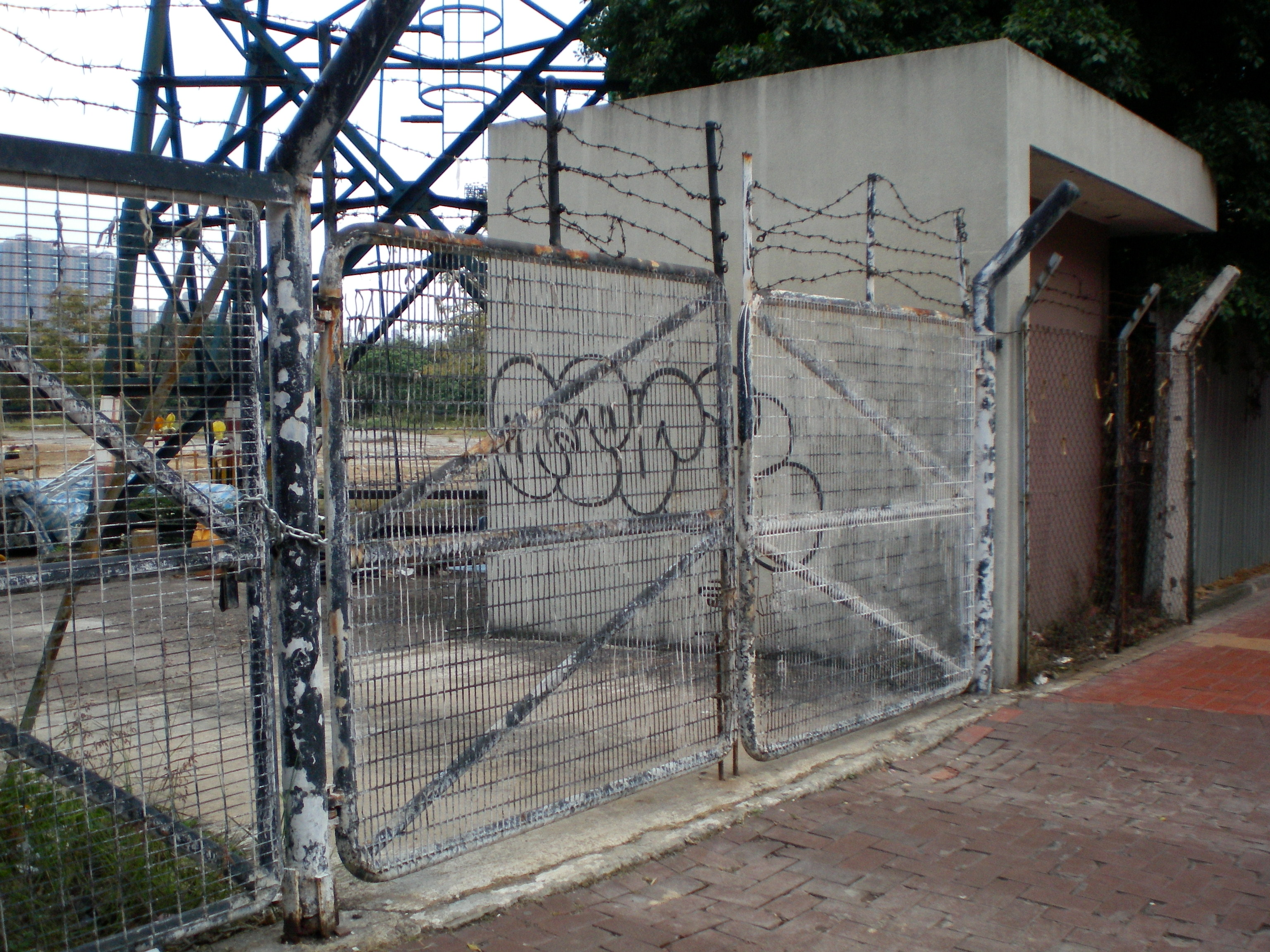
舊荃灣運動場楊屋道入口（2008年）
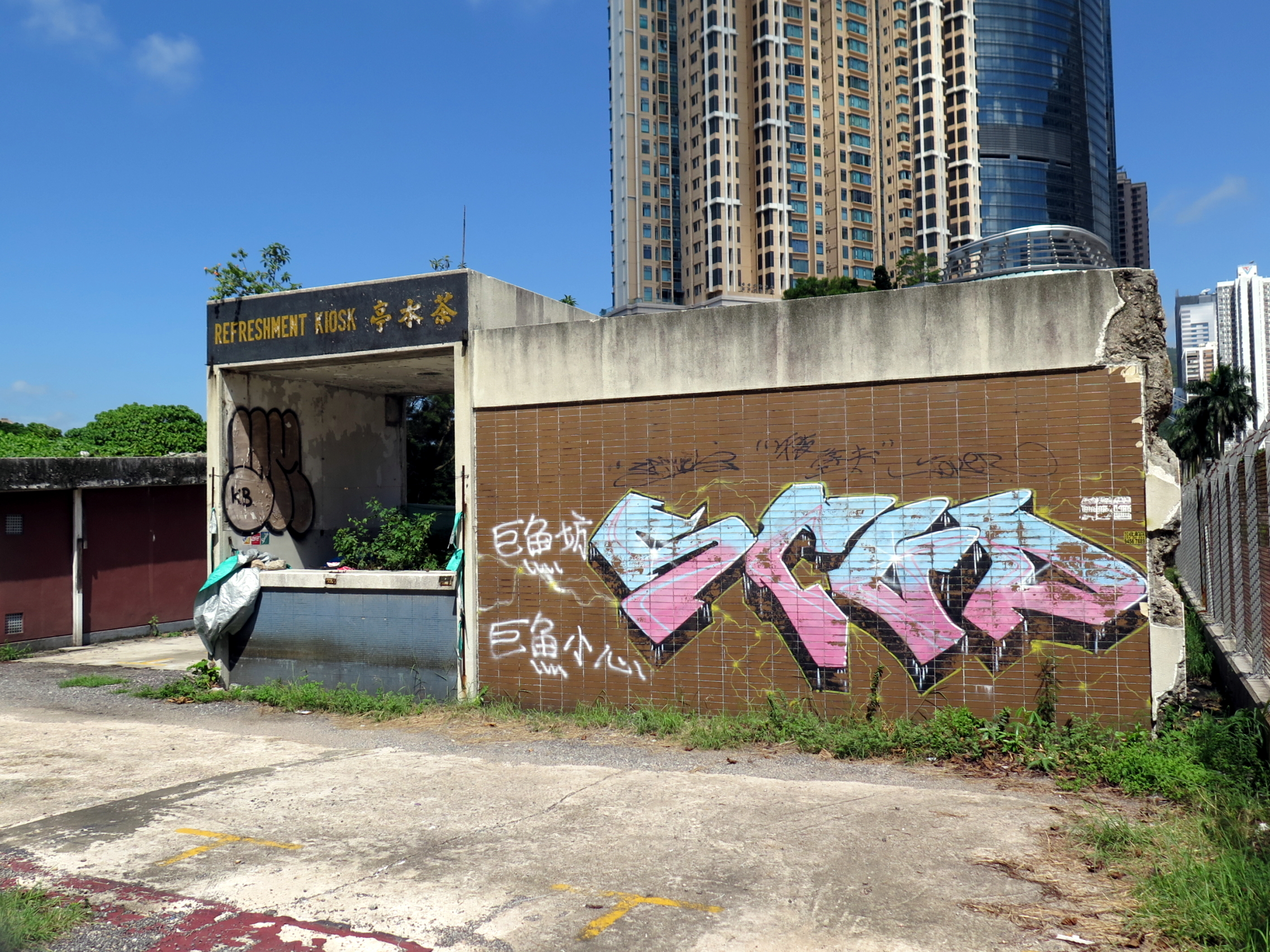
舊荃灣運動場茶水亭（2014年）
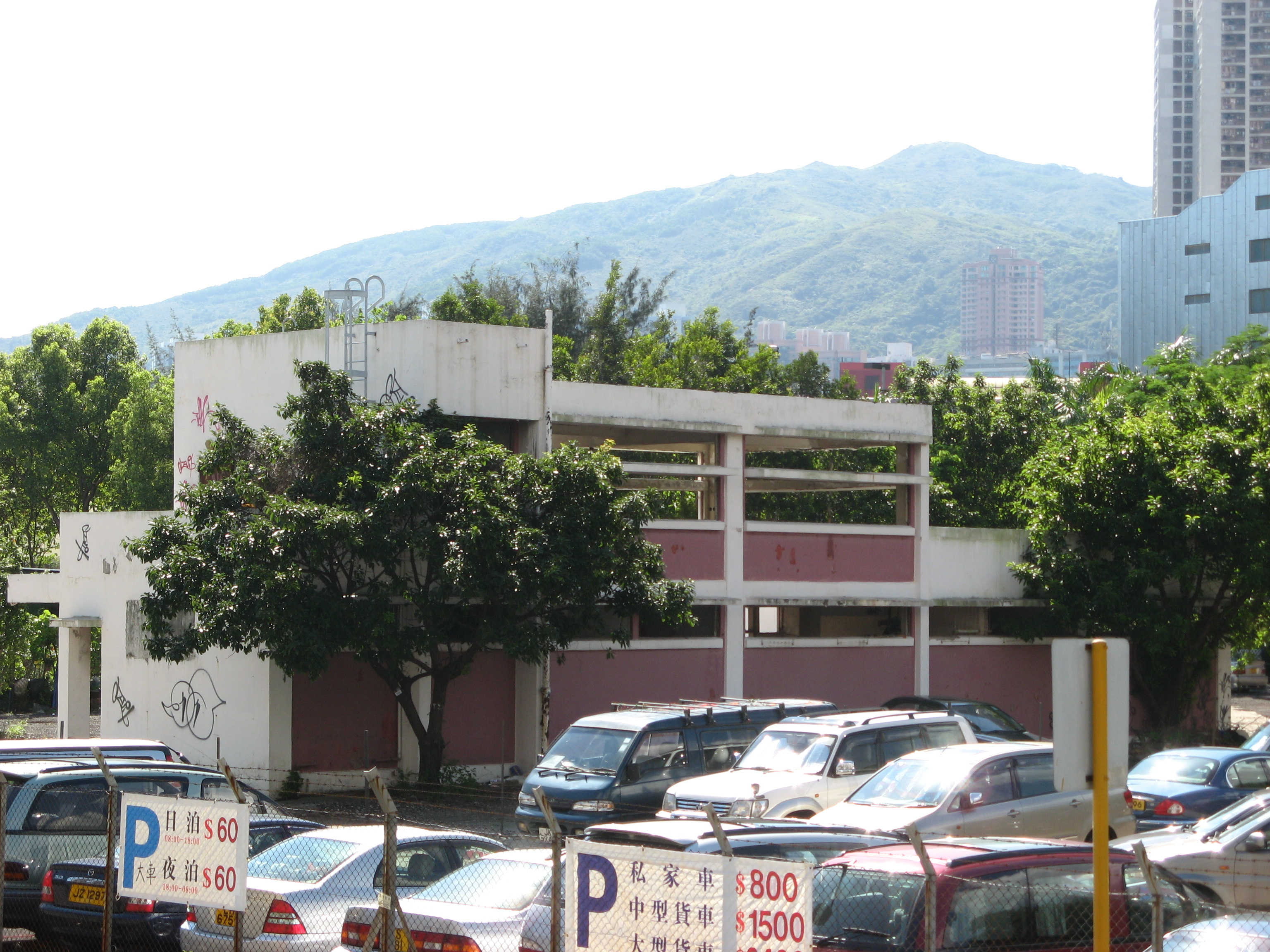
舊荃灣運動場停車場建築（2008年）
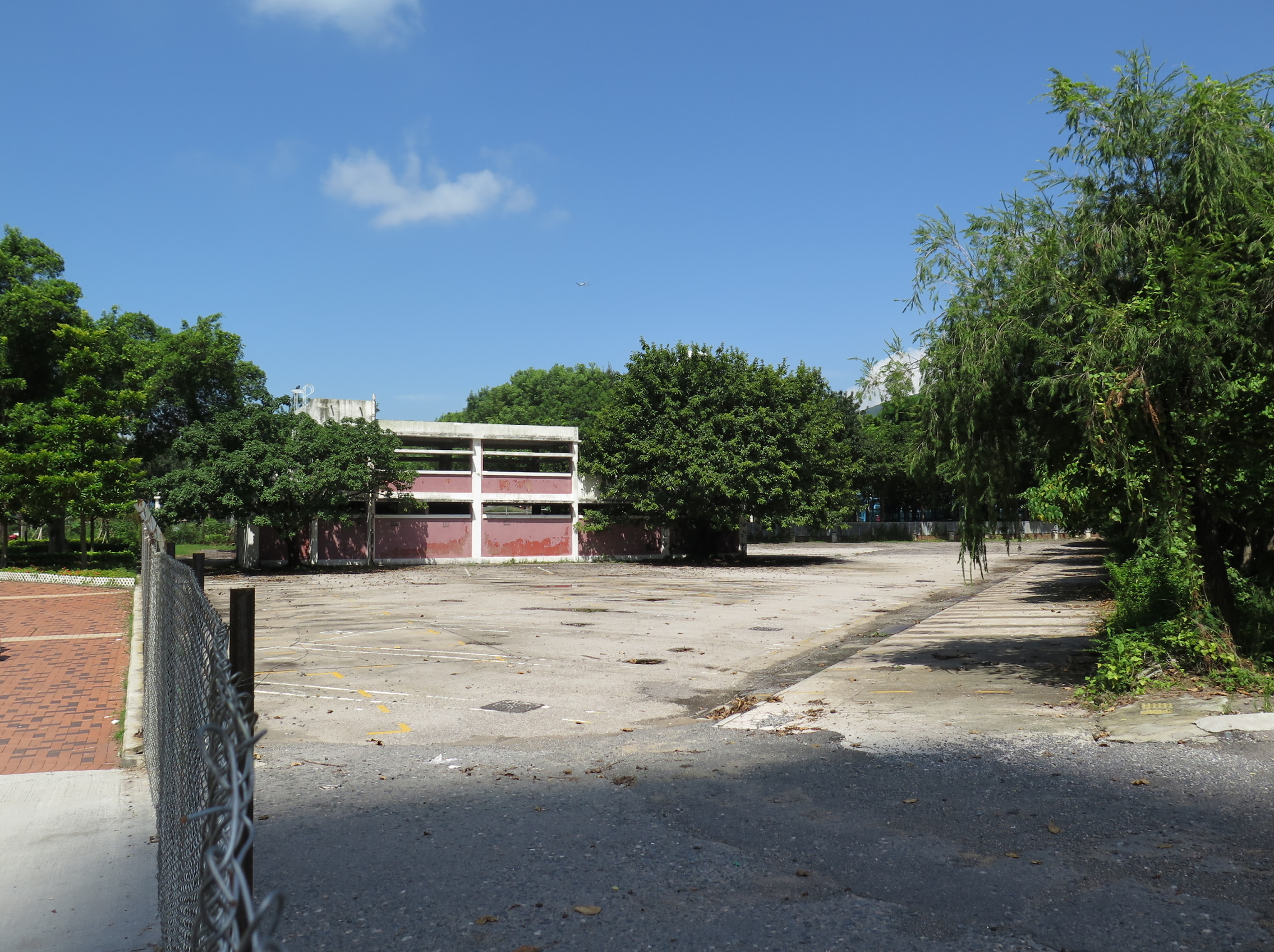
舊荃灣運動場停車場（2014年）
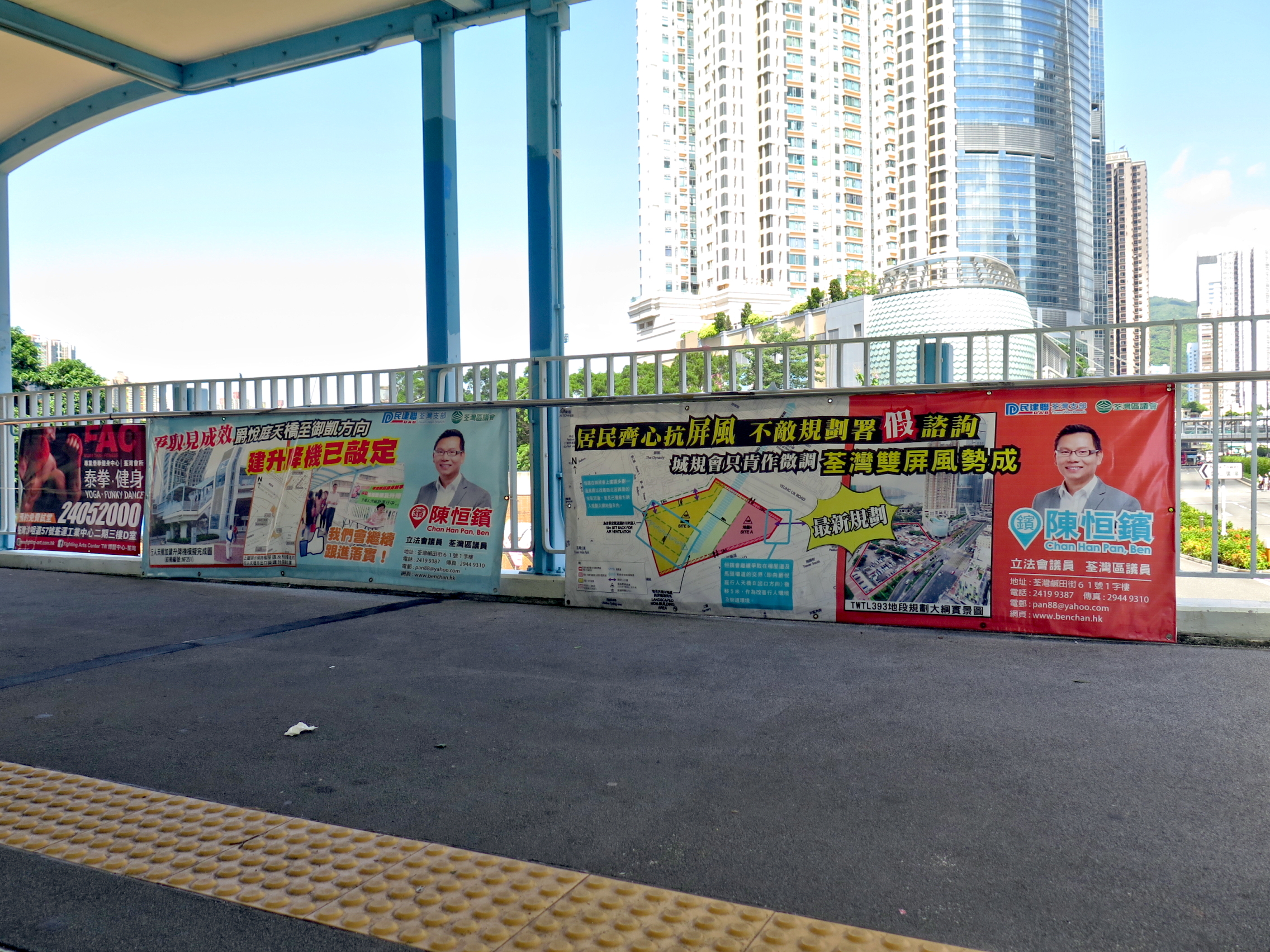
區議員批評規劃署及城規會欠缺諮詢，將來區內屏風效應更嚴重（2014年）

## 外部連結
- 圖中間馬路為楊屋道，右方為馬頭霸道，前方為楊屋道球場，右方山腰部份為大窩口邨